# Uvarovistia zebra
Uvarovistia zebra är en insektsart som först beskrevs av Boris Petrovich Uvarov 1916.  Uvarovistia zebra ingår i släktet Uvarovistia och familjen vårtbitare. Inga underarter finns listade i Catalogue of Life.